# Entlebucher sennenhund
Entlebucher sennenhund är en hundras från Schweiz. Den är den minsta av de fyra sennenhundarna och den enda med naturlig stubbsvans. Den är namngiven efter dalen Entlebuch som ligger i kantonerna Luzern och Bern.

## Historia
Första gången rasen beskrevs var 1889 då den kallades Entlibucherhund. 1913 visades fyra exemplar på hundutställning i Langenthal som en variant av appenzeller sennenhund och fördes in i den schweiziska stamboken. Därefter försvann rasen dock och återfanns inte förrän efter en inventering under 1920-talet. 1926 bildades en rasklubb och 1927 skrevs en rasstandard.

## Egenskaper
Rasen är robust, och kan fungera som vakthund och sällskapshund och kan vara avvaktande mot främlingar.

## Utseende
Enligt rasstandarden ska dess kropp vara kraftig och ge ett något långsträckt intryck. Pälsen ska vara trefärgad (svart och vit med tanteckning) och ha en dubbel struktur, med korta glansiga täckhår och tät underull. Mankhöjden för hanhundar är 40–50 centimeter och för tikar 42–48 centimeter.